# Rue Saint-Amand (Le Touquet-Paris-Plage)
Pour les articles homonymes, voir Rue Saint-Amand.
La rue Saint-Amand est une voie du Touquet-Paris-Plage dans le département du Pas-de-Calais.

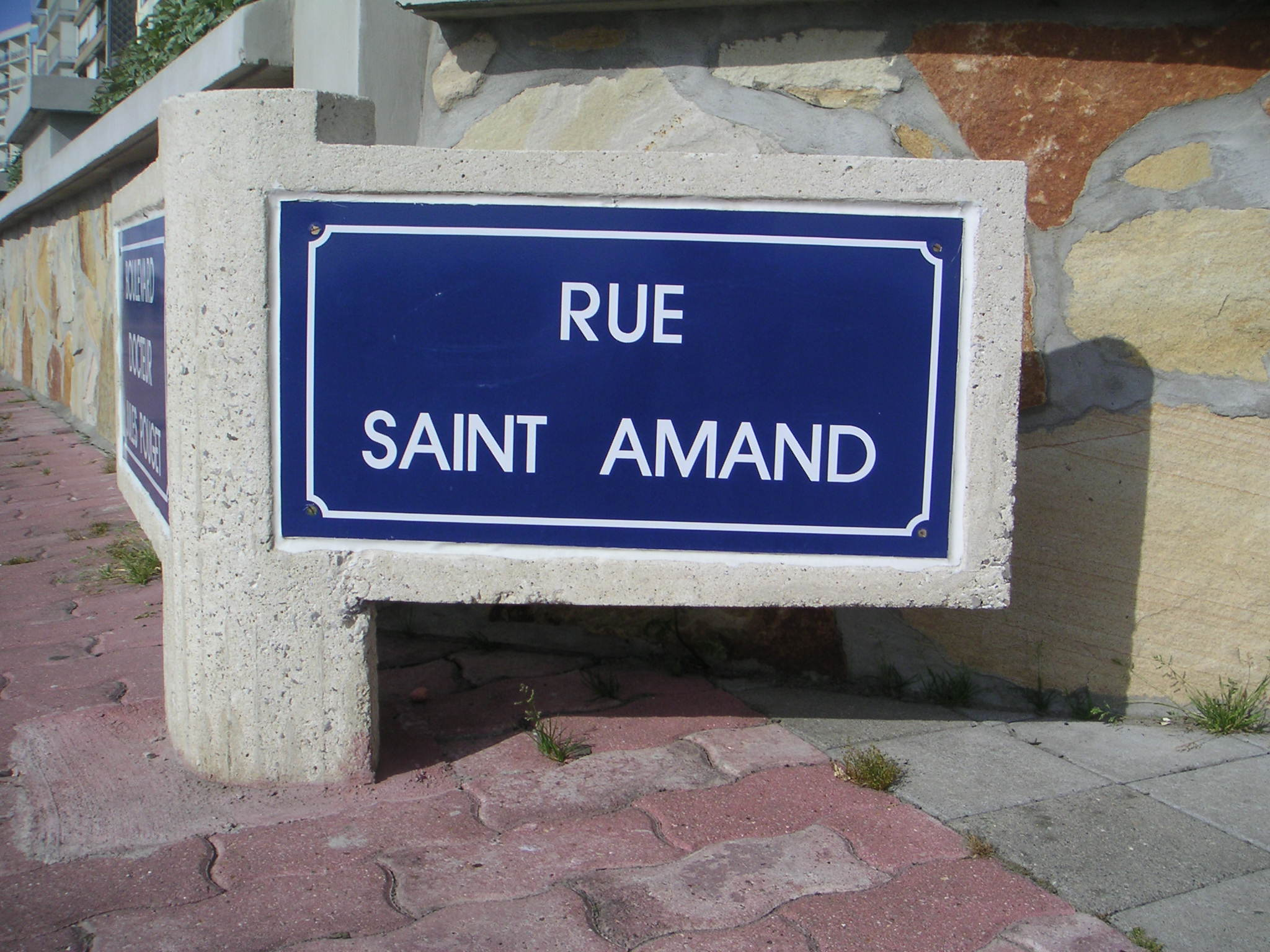

Cette voie porte le nom du saint patron d'Amand Tétu, employé d'Alphonse Daloz, créateur de la station.
La rue Saint-Amand comprend plusieurs bâtiments remarquables (inventaire des monuments historiques, inventaire général du patrimoine culturel) ou intéressants par leur intérêt architectural ou historique.

## Localisation
La rue Saint-Amand est l'une des rues qui relient le front de mer au boulevard Daloz. Elle est située dans le lotissement défini par le géomètre Raymond Lens.
Lors des très grosses pluies d'août 2019, le bas de cette rue, près du boulevard Daloz, a été inondée.

## Côté impair

### Début de la rue Saint-Amand à l'intersection avec le boulevard Jules-Pouget
- no 1 - (entrée au 87, boulevard Jules-Pouget) Le Royal, immeuble construit en 2001 sur les plans de l'architecte Patrick Vanhems, à la place de la villa Le Royal[2]. Cet immeuble comprend 24 appartements en copropriété[3].
- no 3 - villa Le Quart-d'heure construite en 1925 sur les plans de l'architecte Horace Pouillet. Les façades, les toitures, le hall d'entrée et l'escalier font l’objet d’une inscription au titre des monuments historiques depuis le 29 octobre 1997[4].
- no 5 - (entrée au 118, rue de Paris), en réfection en 2025.

### Intersection avec la rue de Paris
- nos 7-9-11 (entrée au 105, rue de Paris) - Résidence Cécilia de 6 niveaux, construite en 1997[I 1].
- no 13 - Résidence Greenwich de 6 niveaux, construite en 1986. Cette résidence comprend 41 appartements en copropriété[5].
- nos 15-17 - Résidence Le Mayfair de 5 niveaux, construite en 1991[I 2]. Cette résidence comprend 23 appartements en copropriété[6].
- no 19 anciens garages de la villa Saint-Bernard. Permis de construire du 19 octobre 2024 pour une construction due à l'architecte Alain Demarquette.
- (entrée 112, rue de Londres) villa Saint-Bernard.

### Intersection avec la rue de Londres
- La Poste : Le bâtiment Hôtel des postes du Touquet-Paris-Plage a été construit en 1927 par l'entreprise Delcourt Frères sur les plans de l’architecte Jean Boissel qui remporta le concours organisé par la municipalité en 1925[7].. Ce bâtiment (façades, toitures et hall) fait l’objet d’une inscription au titre des monuments historiques depuis le 12 mai 1997[8].

### Intersection avec la rue de Metz
- no 25 - (entrée au 107, rue de Metz) commerce au rez-de-chaussée : poissonnerie.
- no 27 -
- no 29 - Villa Léaxia construite par l'entrepreprise Desplain sur les plans de l'architecte Léon Saxer[9].
- no 31 - villa Saint-Amand, en brique, rénovée avec permis de construire en 2021, puis transformée en trois appartements en copropriété[10].
- no 33 - villa derrière le no 31.
- no 35 - villa derrière le no 31.
- no 37 - villa, construite en 1920[I 3].
- no 39 - petit immeuble construit en 1997[I 4]. Il comprend 11 appartements en copropriété[11].
- no 41 -
- no 43 - Résidence Roi Baudouin, ravalement en 2021, le nom a alors disparu.
- no 45 - villa.

### Intersection avec la rue de Moscou

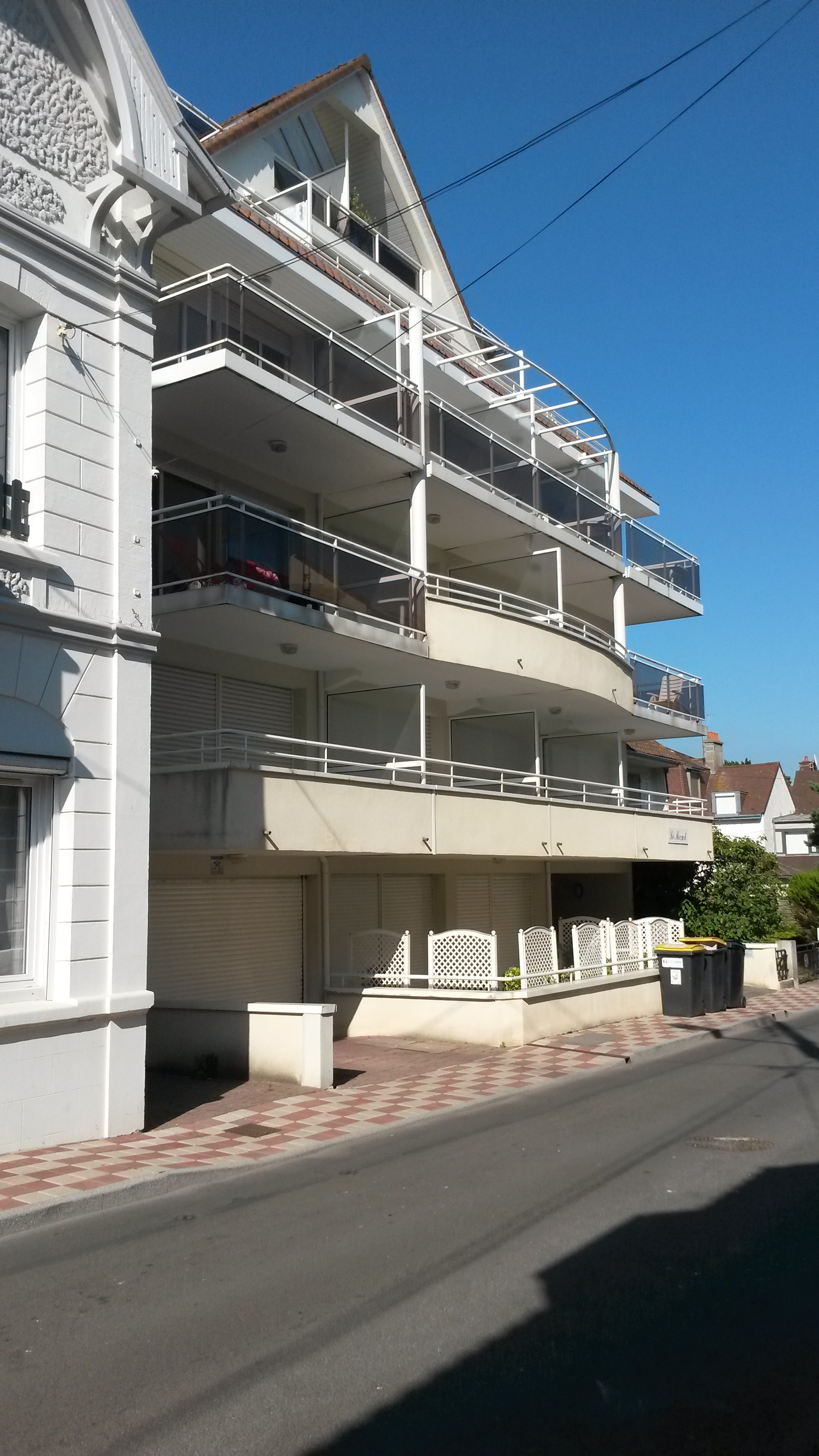
Le Mozart en 2019.

- no 47 - Résidence Azur Eden[9], construite en 1926[12].
- no 49 - villa Château de sable, peinte en gris.
- no 51 - villa construite par l'entreprise Verdier dont le nom Pompéia a disparu après ravalement.
- no 53 - immeuble Le Mozart, construit en 1992-1993[I 5] à la place des villas Ma Miche et Vert Logis. Il comprend 18 appartements en copropriété[13].
- no 55 - villa construite en 1968.
- no 57 - (entrée eu 84, boulevard Daloz) villa Les Trois cailloux, nommée ainsi car les propriétaires habitaient rue des Trois cailloux, à Amiens.

## Côté pair

### Intersection avec le boulevard Jules-Pouget
- nos 2-4-6-8 - Immeuble Le Pélican[9], construit en 1972[I 6] à la place de la villa Le Pélican construite en 1890[14]. Cet immeuble comprend 26 appartements en copropriété[15].
- no 10 - villa construite sur les plans de l'architecte Anatole Bienaimé (plaque sur la façade).

### Intersection avec la rue de Paris
- no 12 - (entrée au 111, rue de Paris)
- no 14 - villa Petit Robert[9].
- no 16 - villa en briques. Permis de construire du 29 novembre 2022 pour la « construction d'une habitation ».

### Intersection avec la rue Saint-Georges
- nos 18-20-22 - villa Rihiveli construite sur les plans des architectes Arsène Bical et Albert Pouthier (plaques sur la façade)[16]. C'était un hôtel-restaurant exploité sous le nom de Touquet Pension à partir du 1er avril 1955[17].
- Médiathèque (entrée au 118, rue de Londres). Ce bâtiment, réuni à celui de l'ancienne école Jean de La Fontaine accueille depuis 2011 la médiathèque[18].

### Intersection avec la rue de Londres
- no 28 - (entrée au 93, rue de Londres) immeuble Le Mascaret[9] - Commerce au rez-de-chaussée : CIC (ex Banque Scalbert-Dupont).
- no 30 - commerce Poissonnerie de la Poste dont le nom était visible sur la façade jusqu'aux travaux de ravalement en 2022.
- no 32 - (entrée au 102, rue de Metz) villa Rose des Alpes[9].

### Intersection avec la rue de Metz
- no 34 - (entrée au 199, rue de Metz) immeuble construit en 1902[I 7]. Commerces au rez-de-chaussée : Rougegorge (et avant : Chocolats Patrick Hermand). Le Touquet Athletic Club Gymnastique y a son siège.
- no 34 bis - accès à la villa Amlapura[19] et à l'arrière de la boulangerie Sophie.
- no 36 -
- no 38 -
- no 40 - Le bâtiment bas était utilisé par les ateliers de stockage du casino Partouche. En 2024, une réhabilitation de ce bâtiment et une extension par surélévation est en cours.
- nos 42-44-46 - petit immeuble construit en 1969 à la place de trois villas (Pouf au no 42, Paf au no 44 et Pif au no 46)[20]. Cet immeuble comprend six appartements en copropriété[21].
- no 48 - L'atelier 48, atelier de l'artiste Pascale Sensey[22].
- no 50 - (entrée au 114, rue de Moscou) villa Plaisance[9]. Cette villa a été transformée en trois appartements en copropriété[23].

### Intersection avec la rue de Moscou
.
- no 54 -
- no 56 -

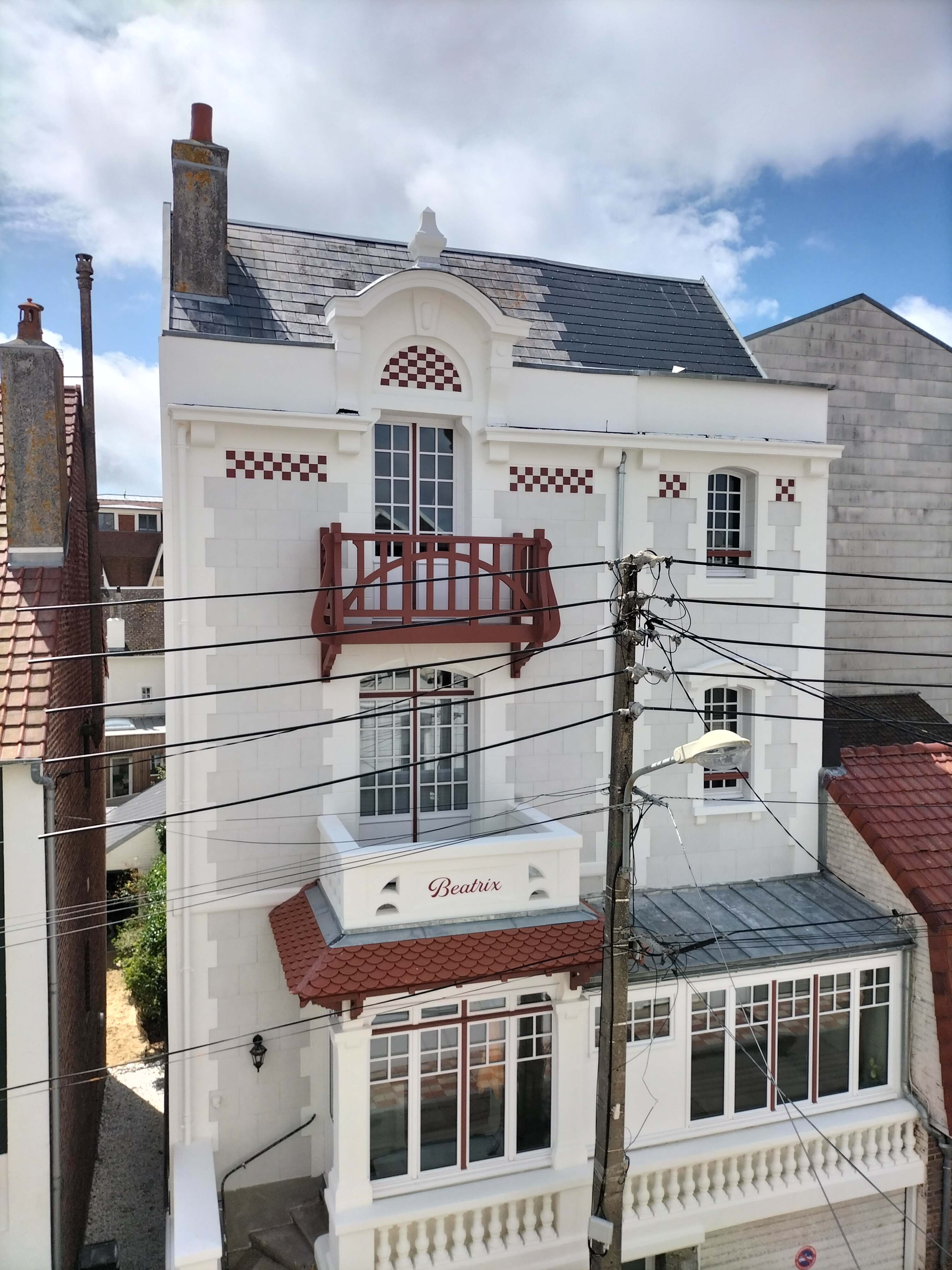
58, rue Saint-Amand.

- no 58 - villa La Pastorale, construite en 1925[I 8], renommée Beatrix après l'agrandissement et la rénovation de 2022-2023. Au second étage, a été installé en 2023 un balcon en bois identique à ceux des villas sises 50-58, boulevard Daloz.
- nos 60 et 62 : construction scindée en deux villas :
  - no 60 : villa
  - no 62 - villa Le Temps retrouvé[9].
- no 64 - résidence Saint-Amand[9]. Cet immeuble comprend huit appartements en copropriété[24].
- no 66 - villa Spontini, petit immeuble construit à la place de deux villas, dont celle du n°88 qui avait été construite après guerre après la destruction lors du bombardement du 10 juin 1944 des trois villas en bordure du boulevard Daloz : Hériodade, Parsifal et Coppelia.

#### Fichier des ventes immobilières sur le site de la DGFiP
1. ↑  vente en 2017.
2. ↑  vente en 2016.
3. ↑  vente en 2021 et de nouveau en 2022.
4. ↑  vente en 2018.
5. ↑  vente en 2024.
6. ↑  vente en 2021.
7. ↑  vente en 2017.
8. ↑  vente en 2018.

#### Autres sources
1. ↑  
Priscilla Vandeville, « Inondations au Touquet », sur le site de la chaîne Radio 6 (France), 12 août 2029 (consulté le 11 juillet 2024).
2. ↑  
« Le Royal », sur le site pss-archi.eu, 6 septembre 2021 (consulté le 10 juillet 2024).
3. ↑  Fiche de la copropriété Le Royal dans le Registre national des copropriétés.
4. ↑  « Villa Le Quart-d'Heure », notice no PA62000021, sur la plateforme ouverte du patrimoine, base Mérimée, ministère français de la Culture
5. ↑  Fiche de la copropriété Greenwich dans le Registre national des copropriétés.
6. ↑  Fiche de la copropriété Mayfair dans le Registre national des copropriétés.
7. ↑  Les Villas balnéaires au Touquet-Paris-Plage,tome 1, p. 30, Les Éditions du Passe-temps, novembre 2011,  (ISBN 2-95175-633-X).
8. ↑  Notice no PA62000012, sur la plateforme ouverte du patrimoine, base Mérimée, ministère français de la Culture.
9. 1 2 3 4 5 6 7 8 9  Nom visible sur la façade ou la clôture, en juillet 2024.
10. ↑  Fiche de la copropriété 31 rue Saint-Amand dans le Registre national des copropriétés.
11. ↑  Fiche de la copropriété SDC 39 rue Saint-Amand dans le Registre national des copropriétés.
12. ↑  Une gravure sur la façade de l'immeuble Azur Eden indique l'année 1926.
13. ↑  Fiche de la copropriété Mozart dans le Registre national des copropriétés.
14. ↑  Patricia Crespo, Les Noms de nos villas racontent..., avril 1993, p. 53  (ISBN 2-95075-710-3).
15. ↑  Fiche de la copropriété Le Pélican dans le Registre national des copropriétés.
16. ↑  Monographie de bâtiments modernes, n°219, 1908.
17. ↑  Bulletin officiel des annonces civiles et commerciales du 23 juillet 1956, p. 12778.
18. ↑  Site de la médiathèque du Touquet-Paris-Plage.
19. ↑  Villa Amlapura.
20. ↑  Patricia Crespo, Les Noms de nos villas racontent..., avril 1993, p. 99  (ISBN 2-95075-710-3).
21. ↑  Fiche de la copropriété Rue Saint-Amand 44 dans le Registre national des copropriétés.
22. ↑  Site de L'atelier 48.
23. ↑  Fiche de la copropriété Villa Plaisance dans le Registre national des copropriétés.
24. ↑  Fiche de la copropriété Saint-Amand dans le Registre national des copropriétés.